# Guardamiglio
Guardamiglio är en ort och kommun i provinsen Lodi i regionen Lombardiet i Italien. Kommunen hade 2 662 invånare (2018).